# Región de Mtsjeta-Mtianeti

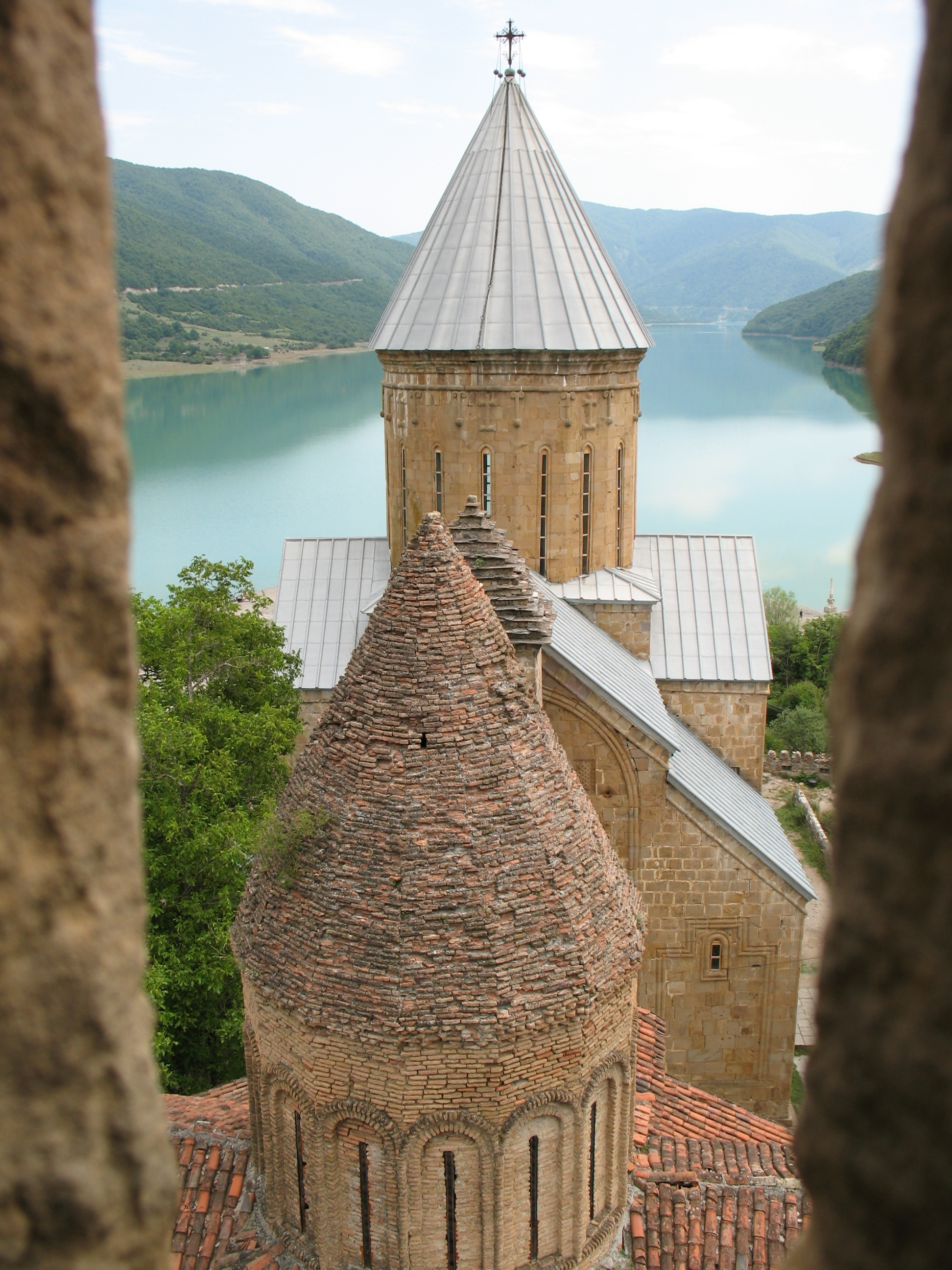
Iglesia de Ananuri.

Misjeta-Mtianeti (en georgiano: მცხეთა-მთიანეთი, Mtsjeta-Mtianeti) es una región (mjare) de Georgia. Tiene un área de 6.786 km², que en términos de extensión equivale a la mitad de Montenegro. Su población es de 94.573 habitantes (2014) y su densidad de población es 13,9 habitantes/km². La capital es Mtsjeta, de 7940 habitantes, declarada en 1994 como patrimonio de la humanidad por la Unesco.
Por la región discurre el Camino Militar Georgiano, la principal ruta que cruza las montañas del Cáucaso desde Tiflis hasta Vladikavkaz.
Al oeste limita con la región de Shida Kartli, al sur con Kvemo Kartli (bajo Kartli) y Tiflis, al este con Kajeti y al norte con la frontera con Rusia.
El Mjare de Mtsjeta Mtianeti es una región predominantemente agrícola. En la parte sur de la región se ha desarrollado el cultivo de frutas y verduras, mientras que en el norte predomina la explotación ganadera en las zonas montañosas de los distritos de Kazbegui y Tianeti. Los principales cultivos de la región son: maíz (5.000 hectáreas, 12.000 toneladas) y frutas (4.000 hectáreas, 1.000 toneladas). 3.000 hectáreas de tierra están dedicadas a pastos.
La industria se concentra principalmente en Mtsjeta y Dusheti. La más importante estación de esquí de Georgia está en Gudauri, en el Camino Militar Georgiano.

## Descripción

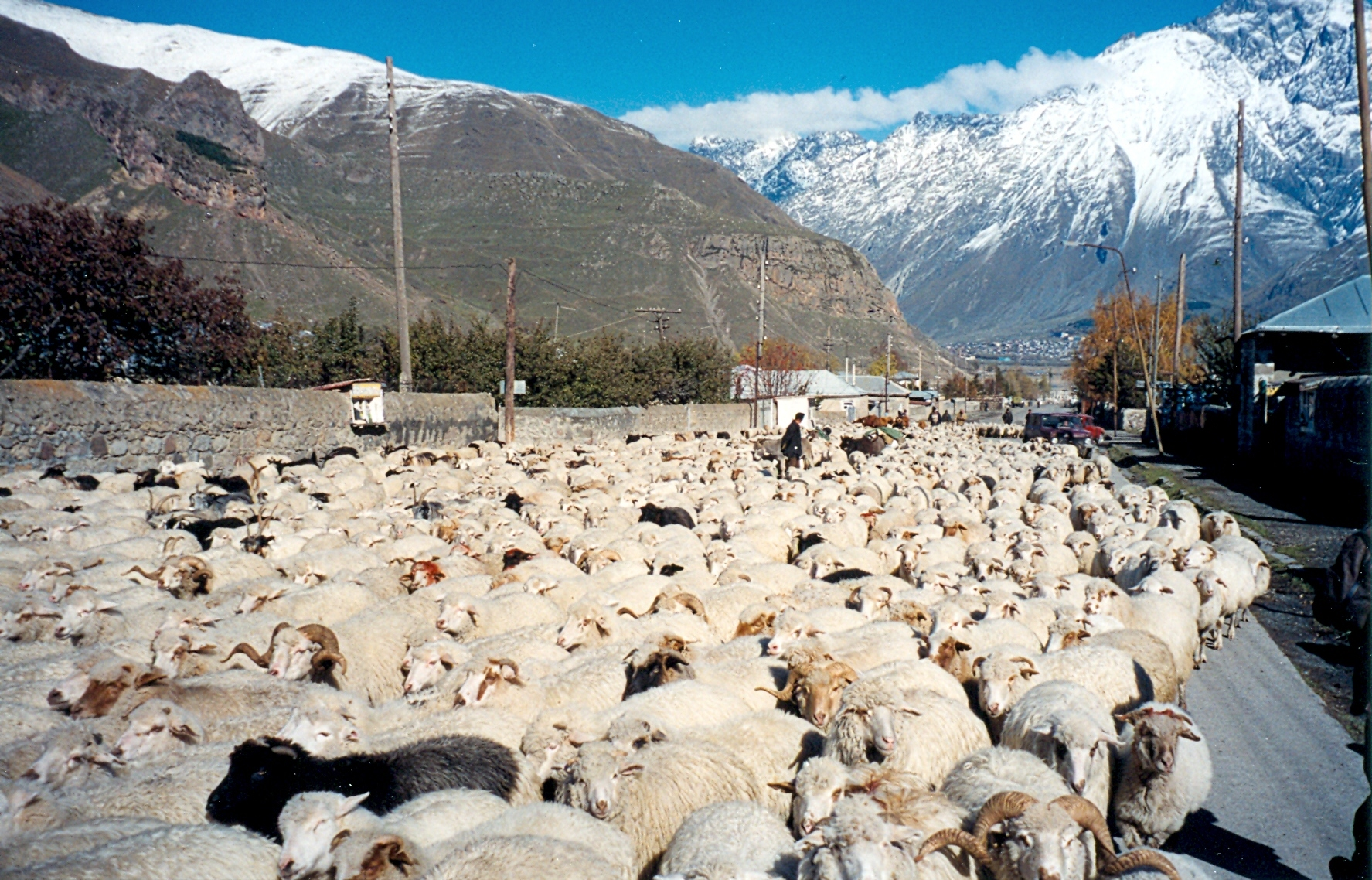
Camino Militar Georgiano.

El Camino Militar Georgiano es la principal ruta para cruzar el Gran Cáucaso. Discurre desde Tiflis en Georgia hasta Vladikavkaz en Osetia del Norte - Alania, en Rusia. Tiene una longitud de 208 kilómetros, y el punto más alto es el Krestovi Pereval (Крестовый перевал) o Paso de Gudauri a 2.379 metros sobre el nivel del mar, siendo una ruta usada desde la antigüedad. Fue utilizada por romanos, persas, rusos, así como mercaderes y emigrantes entre Asia y Europa. 
En los tiempos del Reino de Georgia, la ruta estaba fuertemente fortificada y controlada por los reyes. Las principales atracciones a lo largo de la ruta son la fortaleza de Ananuri, la estación de esquí de Gudauri, la iglesia de Tsminda Samaeba (Santa Trinidad) en Gergeti, el monte Kazbek y el cañón de Darial.

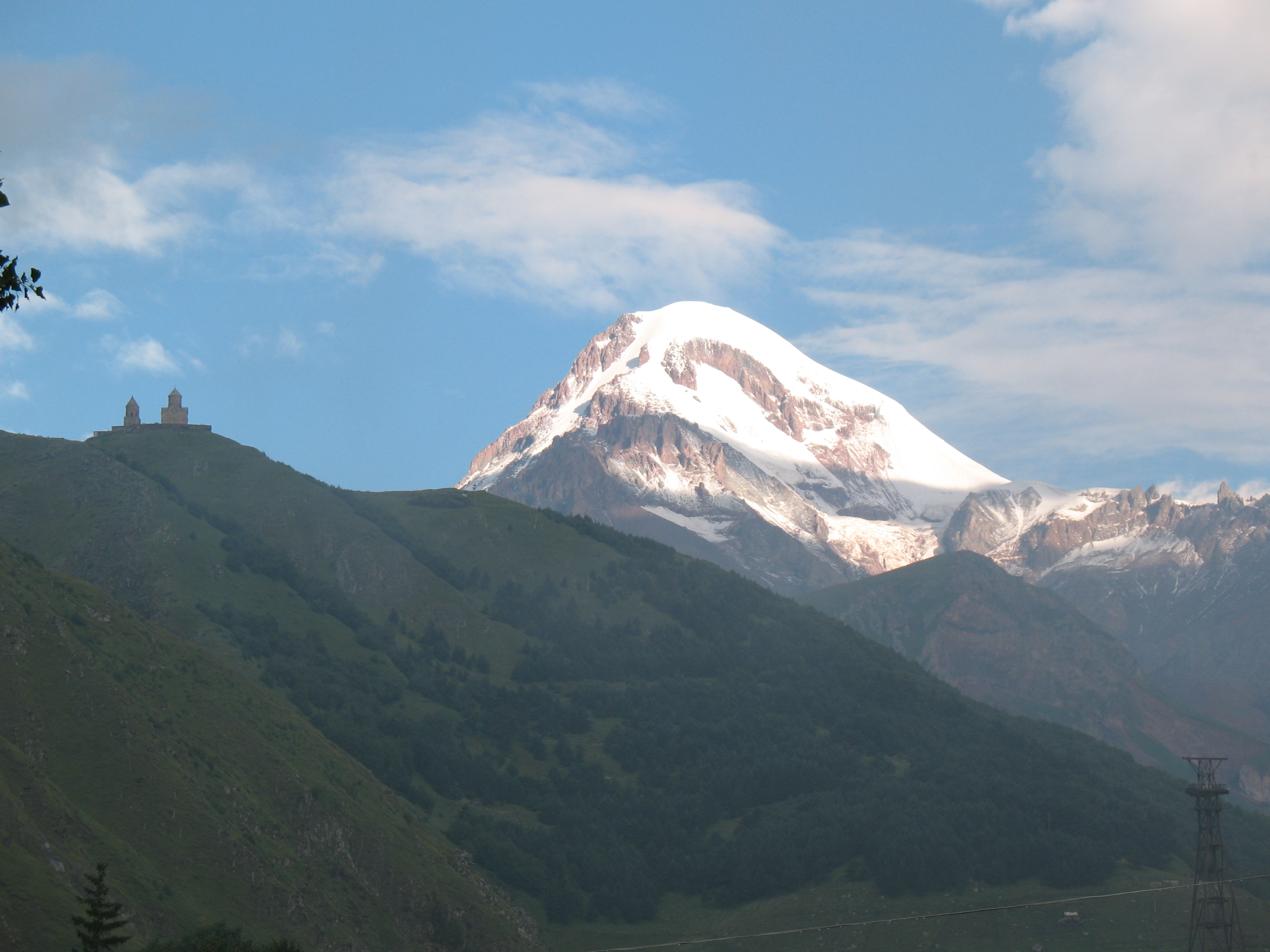
Monasterio de Tsminda Sameba, al fondo el monte Kazbek.

La fortaleza de Ananuri está a orillas del río Aragvi, a 66 km al norte de Tiflis. Se construyó entre los siglos XVI y XVII. La fortaleza pertenecía a los príncipes de Aragvi, que reinaron en esta zona desde el siglo XIII. El castillo ha sido testigo de varias batallas. El Krayobrazovi alimenta el embalse de Tzinval, que está justo debajo de los muros de la fortaleza. 
Al final del Camino Militar Georgiano se encuentra el monasterio de Tsminda Sameba (Santa Trinidad), construido en el siglo XIV, cerca de los pueblos de Gergeti y de Stepantsminda (antes Kazbegui), muy próximo de la frontera con Rusia. La iglesia está situada en un monte de 2170 metros de altitud sobre el nivel del mar, y en el margen izquierdo del río Térek y sobre el monasterio está el monte Kazbek. 
Mtsjeta es una de las ciudades más antiguas de Georgia. Fue la primera capital del Reino de Georgia y donde se adoptó el cristianismo en el año 317. La catedral de Svetitsjoveli es uno de los monumentos culturales, artísticos y arquitectónicos más importantes de Georgia. La construcción de la catedral se inició el siglo XI, siendo el lugar de coronación de reyes y líderes religiosos, bodas y bautizos reales. Svetitsjoveli sirvió durante las invasiones como refugio a los residentes de los pueblos y villas circundantes.
En la parte norte de la ciudad se encuentra la iglesia de Samtavro, uno de los más importantes monumentos de Mtsjeta. El conjunto arquitectónico de Samtavro está formado por edificios de distinta naturaleza. El comienzo de la construcción se remonta a la adopción del cristianismo por los georgianos, y en los primeros 30 años del siglo IV.
Cerca de la ciudad de Mtsjeta, está el monasterio ortodoxo de Dzhvari, del siglo VI. Es un templo con ábside (autodenominado Tetrakonchos), un tipo de arquitectura popular en Transcaucasia. Esta iglesia se usó como modelo para la construcción de otras iglesias. Pasados los siglos, el edificio del monasterio fue destruido por la erosión y el mantenimiento inadecuado o la falta del mismo. Por ello, está incluido en la lista de los 100 monumentos en peligro de destrucción en el mundo.

## División administrativa
El Mjare de Mtsjeta Mtianeti está dividido en 5 raiones o distritos:
- Municipio de Ajalgori.
- Municipio de Dusheti.
- Municipio de Kazbegui.
- Municipio de Mtsjeta.
- Municipio de Tianeti.

## Composición étnica
La composición étnica de la región, según el censo de habitantes de 2014, es:
- Georgianos: (94,5%)
- Azeríes: (2,4%)
- Osetios: (1,4%)

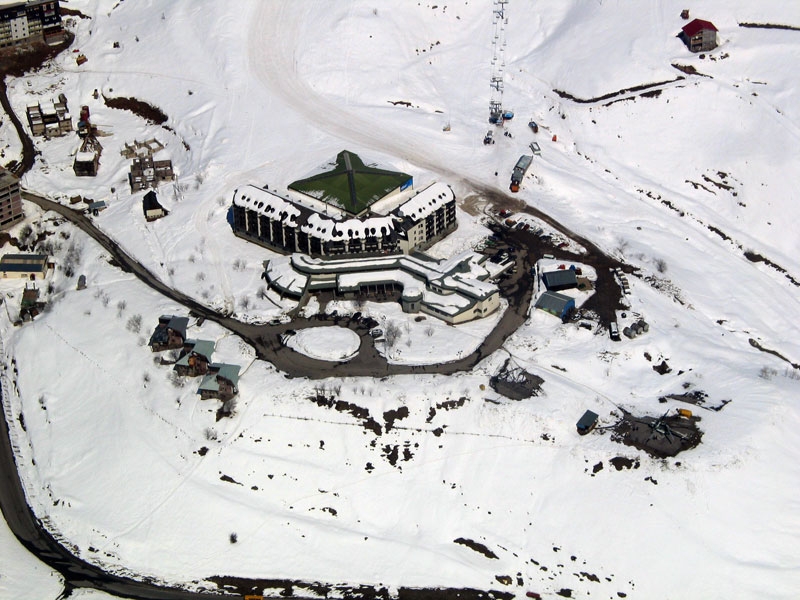
Estación de esquí de Gudauri.

La distribución religiosa del territorio, según el censo de 2014, es:
- Ortodoxos: (96,07%)

## Lenguas
El georgiano es la lengua predominante en la región, es la lengua materna de más del 90% de la población y como en el resto del país es la lengua oficial. Otras lenguas habladas en la región son el osetio y arameo.